# Neponset Township (comté de Bureau, Illinois)
Pour les articles homonymes, voir Neponset (homonymie).
Neponset Township est un township du comté de Bureau dans l'Illinois, aux États-Unis,. 